# Natalja Wassiljewna Smirnizkaja
Natalja Wassiljewna Smirnizkaja, geboren als Natalja Djatlowa, (russisch: Наталья Васильевна Смирницкая (Дятлова); * 8. September 1927; † 2004) war eine sowjetische Leichtathletin. Die Speerwerferin wurde 1950 Europameisterin.

## Laufbahn
Unter ihrem Geburtsnamen wurde sie 1947 hinter Klawdija Majutschaja Zweite bei den sowjetischen Meisterschaften. 1948 wurde sie erneut Zweite, diesmal hinter Alexandra Tschudina. Nach ihrer Heirat wurde sie 1949 und 1950 sowjetische Meisterin, jeweils vor Galina Sybina. 1951 wurde sie hinter Wera Nabokowa noch einmal Zweite der sowjetischen Meisterschaften.
Den offiziellen Weltrekord im Speerwurf hielt seit 1948 die österreichische Olympiasiegerin Herma Bauma mit 48,63 Meter. Klawdija Majutschaja hatte zwar 1947 mit 50,32 Meter weiter geworfen, diese Leistung war aber vom Weltverband IAAF nicht als Weltrekord anerkannt worden, weil die Sowjetunion erst danach der IAAF beigetreten war. Am 25. Juli 1949 warf Smirnizkaja in Moskau den Speer auf 49,59 Meter. Damit hatte sie den Weltrekord übertroffen, aber nicht den sowjetischen Rekord. Am 5. August 1949 löste sie auch dieses Kuriosum auf, als sie im Moskauer Dynamo-Stadion den Speer auf 53,41 Meter warf. Damit übertraf sie auch den inoffiziellen Weltrekord um über drei Meter und war die erste offizielle Weltrekordlerin mit einem Wurf jenseits der 50-Meter-Linie. Ihr Weltrekord wurde erst 1954 von Nadeschda Konjajewa übertroffen.
Bei den Europameisterschaften 1950 in Brüssel gewann die Weltrekordlerin überlegen, mit 47,55 Meter hatte sie fast vier Meter Vorsprung auf Herma Bauma, dahinter folgten Sybina und Nabokowa.